# Sphinx typica
Sphinx typica är en fjärilsart som beskrevs av Tutt 1904. Sphinx typica ingår i släktet Sphinx och familjen svärmare. Inga underarter finns listade i Catalogue of Life.